# سوكشيندر شيندا
سوكشيندر شيندا (بنجابي:ਸੁਖਸ਼ਿੰਦਰ ਸਿੰਘ ਭੁਲਰ)هو مغني بنجابي ومنتج موسيقى وكاتب أغاني. منذ عام 1993 أنتج شيندا أو تعاون على أكثر من 200 ألبوم، بما في ذلك جميع إصدارات المغني Jazzy B وغالبية المغني الآخر Amrinder Gill.
في عام 2001 أصدر شيندا أول ألبوم منفرد "Phases".

## الجوائز
في عام 2006 فاز سوكشيندر شيندا بجائزتين في جوائز الموسيقى الآسيوية في المملكة المتحدة، «أفضل البوم» و«أفضل فيديو». في 2008 فاز بجائزتين أخرى ين في جوائز الموسيقى الآسيوية في المملكة المتحدة، أفضل أداء وأفضل ألبوم لألبومه "Living The Dream". وفي عام 2010 فاز بأفضل منتج. في العام الحالي 2011 تم ترشيحه لجائزة أفضل ألبوم "Jadoo", أفضل منتج، وأفضل أداء ذكري وانتهى الأمر بفوزه بجائزة أفضل منتج فقط.

### الألبومات
- 2003 : Gal Sunja
- 2005 : Balle
- 2006 : Collaborations
- 2007 : Living The Dream
- 2009 : Collaborations 2
- 2010 : Jadoo
- 2011 : Shinda Live 150%
- 2012 : Rock The Party

#### الألبومات الدينية
- 2009 : Satguru Mera

## روابط خارجية
- سوكشيندر شيندا على موقع ميوزك برينز (الإنجليزية)
- سوكشيندر شيندا على موقع ديسكوغز (الإنجليزية)